# Янн Беньямінсен
Янн Беньямінсен (фар. Jann Benjaminsen; нар. 2 березня 1997, Торсгавн) — фарерський футболіст, захисник клубу Б36 Торсгавн, а також національної збірної Фарерських островів.

## Клубна кар'єра
Першим клубом Янна був НСІ Рунавік за який він відіграв чотири сезони. Влітку 2021 перейшов до норвезького клубу «Годд», де відіграв два сезони. У 2023 повернувся на батьківщину, де виступає  за Б36 Торсгавн.

## Виступи за збірні
У 2013 році провів дві гри за юнацьку збірну Фарерських островів U-17. У 2017 так само два матчі зіграв за молодіжну збірну.
19 листопада 2022 дебютував у складі національної збірної Фарерських островів у товариському матчі проти Косова, гра завершилася внічию 1–1. 10 жовтня 2024 року забив свій перший гол за збірну Фарерських островів в матчі Ліги націй УЄФА, відзначившись у воротах збірної Вірменії, матч завершився внічию 2–2.

## Титули і досягнення
- Володар Кубка Фарерських островів (1):

«НСІ Рунавік»: 2017